# Die Finsternis und ihr Eigentum (1914)
Die Finsternis und ihr Eigentum ist ein deutsches Stummfilmdrama aus dem Jahre 1914 von Paul von Woringen, nach einer literarischen Vorlage von Anton von Perfall.

## Handlung
Die Geschichte behandelt die Fragestellung, ob sich die „schlechten Gene“ des Vaters auch auf den Sohn übertragen oder ob durch Erziehung und ein gutes soziales Umfeld eine Änderung des Wesens und Charakters der Nachkommen des Bösen geändert werden können. Im Präludium wird die Ausgangslage dargelegt: Georg Stubensand hat den grundgütigen Professor Victor Cassan ermordet. Damit scheint ein Fluch über ihn und die ihm nachfolgenden Generationen gelegt zu sein. Doch mit vereinten Kräften wird fortan versucht, die Macht des Bösen, die durch den Vater Einzug gehalten hat, über die Nachkommen, in Stubensands Fall seinen Sohn Johannes Ohnesorg, zu brechen. Sein Vater Georg ist Deutscher, die Mutter Slawin. Der Sohn besitzt eine hohe Intelligenz, die vererbte, womöglich eines Tages durchbrechende niedrige Instinkte zu beherrschen weiß. Johannes wird dank seiner Erziehung ein ausgezeichneter Student und gehört einer schlagenden Verbindung an. Er macht rasch Karriere, promoviert und erlangt eine Professur. Schließlich macht sich Johannes einen Namen als Philosoph. 
Die Erziehung hat also gegenüber der Vererbungstheorie einen Punktsieg erlangt, das Böse des Vaters konnte sich dank einer veränderten Erziehung im Wesen des Sohnes nicht durchsetzen. Wohlweislich wurde dafür gesorgt, dass über Johannes’ Jugendjahre von Anfang an der Schleier des Vergessens geworfen wurde. Man vermied, ihm und jeder anderen Person auch nur die kleinste Information über seine Herkunft zukommen zu lassen. Um final sogar das abscheuliche Verbrechen des Vaters zu überwinden, kommt es sogar zur Hochzeit zwischen dem Sohn des Mörders und Klärchen Cassen, der Tochter des Opfers. Und so manifestiert sich die Losung dieser Geschichte, die ihr final sogar den Titel gab: “Wer der Finsternis ihr Eigentum entreißen will, muss stark sein wie sie selbst; abstreifen muss er jedes Vorurteil, jeden Widerwillen, jeden Hass. Nur drei Dinge dürfen in ihm wohnen: Die Gerechtigkeit, die Wahrheit und die Liebe”.

Vorlage-Autor Anton von Perfall

## Produktionsnotizen
Die Finsternis und ihr Eigentum entstand bis Sommer 1914 (also noch vor Ausbruch des Ersten Weltkriegs) in dem Mutoskop-Atelier in Berlin-Lankwitz. Der Film passierte am 30. Dezember 1914 die Zensur. Premieren sind für den Januar 1915 in Düsseldorf (Asta-Nielsen-Lichtspieltheater), im Zirkus Sarrasani in Dresden (“Theater der Fünftausend”) und im Marmorhaus in Berlin nachweisbar. Der Sechsakter besaß eine Länge von 1889 Meter.

## Kritiken
Die Kinematographische Rundschau schrieb: „Der Film ist vom Beginn seiner Entwicklung bis zum Schluß voll Spannung und Interesse. Zuerst ist es die Gestalt des Professors Cassan, welche fesselt, dann ist es der Mord, der Spannung macht, und nach dieser Vorgeschichte reißt die Handlung, der Werdegang des Johannes unsere Empfindungen mit sich. Diese Figur wird in allen Phasen des Filmdramas außerordentlich geschmackvoll gezeichnet. (…) Die Lösung solcher psychologischer Thesenromane im Film gehört zu dem schwierigsten, was Filmkunst behandeln kann, das Gelingen aber zeigt diese Kunst auf ihrer größten Höhe.“
In der Marburger Zeitung war zu lesen: „Spannend beginnt die Handlung, steigert das Interesse des Zuschauers von Akt zu Akt bis zum Ende. Das harmonische Zusammenwirken eins vorzüglichen Inhaltes, guter Inszenierung und prächtiger Bilder sichert dem Drama einen vollen Erfolg und dürfte dem Kino viele neue überzeugte Anhänger bringen.“
Das Prager Tagblatt schließlich konstatierte: „Reich an dramatischen Szenen, an logisch entwickelten Konflikten und packenden Geschehnissen muß diese kinodramatische Handlung, die vortrefflich inszeniert ist, zu den besten Stücken auf der lebenden Leinwand gezählt werden.“